# Кристоф Лудвиг I фон Щолберг
Кристоф Лудвиг I фон Щолберг-Щолберг (на немски: Christoph Ludwig zu Stolberg-Stolberg; * 18 юни 1634, Грос Розенбург, днес част от Барби; † 7 април 1704, Щолберг) от фамилията Щолбер е граф на Щолберг-Щолберг в Харц.

## Биография
Той е син на граф Йохан Мартин фон Щолберг (1594 – 1669), основател на младата линия на Щолберг, и съпругата му графиня Агнес Елизабет фон Барби-Мюлинген (1600 – 1651), дъщеря на граф Йост II фон Барби-Мюлинген-Розенбург (1544 – 1609) и втората му съпруга София фон Шварцбург-Рудолщат (1579 – 1630).
След смъртта на баща му на 22 май 1669 г. той и по-малкият му брат Фридрих Вилхелм (1639 – 1684) поемат заедно управлението. Брат му се жени на 1 декември 1674 г. за Кристина Елеонора фон Фризен (1659 – 1696).
Кристоф Лудвиг I умира на 7 април 1704 г. на 69 години. Щолберг-Щолберг е поделен през 1706 г. между двете линии Щолберг-Щолберг и Щолберг-Росла.

## Фамилия
Кристоф Лудвиг I се жени на 29 октомври 1665 г. в Дармщат за принцеса Луиза Кристина фон Хесен-Дармщат (* 5 февруари 1636; † 11 ноември 1697), дъщеря на ландграф Георг II фон Хесен-Дармщат. Те имат децата:
- Георг (1666 – 1698)
- Карл (1668 – 1685)
- Йохан Лудвиг (1670 – 1685)
- Кристоф Фридрих фон Щолберг-Щолберг (1672 – 1738), граф на Щолберг-Щолберг, женен на 25 септември 1701 за фрайин Хенриета Катарина фон Бибран и Модлау (1680 – 1748) [5]
- Йост Кристиан фон Щолберг-Росла (1676 – 1739), граф на Щолберг-Росла, женен на 1 октомври 1709 за графиня Амелия Августа фон Щолберг-Гедерн (1687 – 1730), дъщеря на граф Лудвиг Кристиан фон Щолберг-Гедерн (1652 – 1710)
- София Елеонора (1669 – 1745)
- Луиза Кристиана (1675 – 1738), омъжена I. на 13 декември 1704 за граф Йохан Георг III фон Мансфелд-Айзлебен (1640 – 1710); II. на 11 май 1712 за херцог Кристиан фон Саксония-Вайсенфелс (1682 – 1736), син на херцог Йохан Адолф I фон Саксония-Вайсенфелс
- Агнес Елизабет (1680 – 1680)